# 马克·基希纳
马克·基希纳（德語：Mark Kirchner，1970年4月4日—），德国男子冬季两项运动员。他曾代表德国参加1992年和1994年冬季奥林匹克运动会冬季两项比赛，获得三枚金牌和一枚银牌。